# IOS
iOS是蘋果公司為其流動裝置所開發的專有流動作業系統，為其公司的許多流動裝置提供操作界面，支援裝置包括iPhone、iPad、iPod touch和Apple TV。iOS在iOS 4.0發布前名為iPhone OS，Apple TV版本於iOS 9起獨立為tvOS，iPad版本則於iOS 13起獨立為iPadOS。iOS是繼Android後全球第二大最受歡迎的流動作業系統，市佔率於2022年2月已達約28.3% ，但仍然低於最多廠商使用的Google開發的Android系統的71%。
2007年，iOS隨iPhone亮相首次推出，並擴展至支援其他蘋果公司的裝置，如iPod touch（2007年9月）及iPad（2010年1月）。截至2018年3月，蘋果公司的App Store已提供超過210萬個iOS應用程式，當中有100萬個是適用於iPad的原生應用程式。這些移動應用程序的下載總量已超過1,300億次。
iOS的用戶介面是使用多點觸控來直接操作。界面操控元素包括滑動條、開關及按鈕。跟操作界面的控制包括滑動、點擊、扭捏及反向扭捏。這些所有都在iOS操作系统及其多點觸控界面中有具體的定義。內置的速度傳感器能夠被某些應用程序使用，當裝置搖動時以作出回應（可用于辅助功能“摇动以取消”），或以三維方式旋轉（常見於切換縱向及橫向之間的屏幕模式）。蘋果公司也把輔助功能整合到iOS中，讓有視力或聽力障礙的用戶能夠在無障礙環境下正確使用其產品，而獲得極大的讚賞。
iOS的主要版本通常每年發布一次。目前的最新版本是iOS 18。由於iPad獨立成為iPadOS，Apple TV獨立成為tvOS，且已停產的iPod Touch第七代也不支援更新，所以iOS 16之後的版本成為實質上的iPhone OS。2025年6月，苹果公司在WWDC發布iOS 26，并發布macOS 26等系统，并将不同操作系统统一版本号。

## 歷史
2005年，当史提夫·喬布斯開始筹备iPhone时，他可以選擇「把Mac縮小，這將會是工程學上一個史詩般的壯舉，或是把iPod擴大」。喬布斯贊成前者的做法，但仍然讓麥金塔及iPod團隊（分別由史考特·福斯托及托尼·法戴爾所領導）在公司內部互相競爭，最終由麥金塔團隊創建的iPhone OS勝出。这个决定成功使iPhone成为了第三方开发者乐于参与的平台，因为他们花费很小的学习成本就能为建立于著名系统Mac上的iPhone OS创造程序。福斯托还负责创建用于开发iPhone应用程序的软件开发工具包，以及设在iTunes内的App Store。
2007年1月9日，蘋果公司於Macworld開發者大會上為iOS揭幕（當時命名為iPhone OS），並宣布於同年6月推出。在1月揭幕時，喬布斯稱：「iPhone運行OS X，並且可使用『桌面應用程式』」，然而在iPhone發布時，其操作系统被重新命名為「iPhone OS」。最初，本機應用程式並不支援第三方的應用程式。喬布斯的理由是，開發者可以透過Safari網頁瀏覽器構建Web應用程序，「就像iPhone上的原生應用程式一般」。2007年10月，Apple宣布正在開發一個軟體開發套件，並且他們計劃在次年2月把它提供給開發人員。2008年3月6日，蘋果公司舉行了一場新聞發布會，宣布推出iPhone SDK。
App Store於2008年7月10日開放，最初提供了500個應用程式。2008年9月，这一数字很快便增加到3,000個，2009年1月有15,000個，2009年有50,000個，2009年11月更達到100,000個，2010年8月有250,000個，2012年7月有650,000個，2013年10月有100萬個，2016年6月有200萬個，2017年1月更達到220萬個。截至2016年3月，有100萬個應用程式本身與iPad平板電腦兼容，這些應用程式共下載了超過1,300億次。應用情報公司Sensor Tower估計，到了2020年，App Store將達到500萬個應用程式。
2007年9月，蘋果公司發布了iPod touch，那是基於iPhone的外形而重新設計的iPod。2010年1月，蘋果公司發布了iPad，其屏幕較iPhone及iPod Touch更大，並專為網頁瀏覽、媒體消費和閱讀而設。
2010年6月，蘋果公司於全球開發者大會2010中，宣佈把iPhone OS重新命名為「iOS」。然而思科系統沿用「iOS」的商標作為其路由器的操作系统已有十多年，為了避免任何潛在的訴訟，蘋果公司從思科獲得“iOS”商標的擁有權。
2014年9月9日，蒂姆·库克发布了Apple Watch智能手表，其使用基于iOS的watchOS作为操作系统，具有健康和健身追踪等功能。
2016年10月，蘋果公司在拿坡里那不勒斯腓特烈二世大學的新院校內開設了首個iOS開發者學院。截至2020年，学院已有来自世界各地的近1000名学生毕业，他们参与了400余个app的构思设计并在App Store上实际发布了约50个应用程序。
2019年6月3日，在WWDC 2019中苹果公司宣布将iPadOS从iOS中独立。
- 2010年－2013年（iOS 4-6）
- 2013年－2017年（iOS 7－11）
- 2017年至今（iOS 11至今）

### 軟件更新
2023年9月21日App Store统计的iOS各版本使用量。
蘋果公司透過iTunes每年為iOS操作系统提供重大更新，自iOS 5及更高版本起，都可透過在线更新進行。首個iOS版本於2007年的開發者大會（WWDC）上發布，並於同年6月29日正式推出。最初蘋果公司並沒有讓隨iPhone發布的操作系统有獨立的名稱，直至2008年才正式取名為iPhone OS，2010年6月改名為iOS。
iOS必須經過蘋果伺服器進行驗證才能於iTunes更新（iOS 5及以上版本亦可透過iCloud進行驗證），自動同步後便可使用。
在2013年的WWDC上，蘋果公司發布了iOS 7，此版本徹底改變了使用者界面，使原本的擬物化的風格轉變為平面化風格。
最初，iPod Touch用戶必須支付系統軟件更新的費用，這是由於會計規則使裝置不能如iPhone或Apple TV那樣的“訂閱裝置”，需要對裝置的重大更新進行付款。然而，要求升級付費導致iPod Touch用戶遠離更新。在2009年9月，蘋果公司暫准了會計規則的變更，此對Apple的收益和股價有著顯著影響，並容許iPod Touch獲得免費更新。
目前iOS最新版本為2024年6月5日WWDC24發布的iOS 18以及iPadOS 18，后者为苹果专门为iPad系列设备优化的分支。

### 主畫面
用戶能夠透過SpringBoard來呈現的主畫面，用戶可在屏幕底部的程序塢上顯示固定最常用的應用程式的圖示。每當用戶為裝置解鎖，或使用應用程式時按下物理的首頁鍵按鈕，主畫面都會出現。在iPhone OS 3中，引入了Spotlight，它讓用戶搜尋裝置內的媒體、應用程式、電子郵件、聯絡人、訊息、提醒事項、日曆事項及相關的內容。從iOS 3.2開始，用戶可以設定主畫面的背景圖片，此功能僅適用於第三代裝置 — iPhone 3GS、第三代iPod touch（iOS 4或更高版本）、自iOS 3.2起的所有iPad型號（或更高型號）。研究人員發現，用戶在其主畫面上可根據應用程式的使用頻率和相關性，以及其可用性和美學等原因而自行組織圖示。
在iPhone 3GS上的iOS 4（或更高版本）之前，用戶只能透過越獄來自定屏幕的背景，但現在可以開箱即用。屏幕頂部有一個狀態欄，用以顯示如時間、電量及信號強弱的數據。屏幕的其餘部分用於顯示現時的應用程式。當密碼被設定時，用戶打開當裝置就必須在鎖屏上輸入密碼才能授權進入主畫面。在iOS 7及更高版本中，Spotlight是透過在主畫面上的任何位置向下拉來實現（從頂部及底部邊緣打開的通知中心及控制中心除外）。在iOS 9中，有兩種方法可以進行Spotlight：1）它也可以如iOS 3至iOS 6中那樣進入；2）如iOS 7及iOS 8一樣，在主畫面的任何位置向下拉就能顯示Spotlight；Spotlight賦予Siri建議，其中包括應用程式及聯絡人的建議，還有新聞
。在iOS 10中，Spotlight是位於「今日」的專有面板頂部。
iOS18 允許用戶更加自由地更改自己的主頁面，包括但不限於允許更改程序图标和小部件的顏色、排列方式和大小。同時，iOS還允許用戶隱藏或上鎖自己的應用。

#### 系統字體
iOS最初使用Helvetica和華文黑體作為系統字體。蘋果公司專門為iPhone 4及其Retina顯示器切換到Helvetica Neue字體，並保留它作為適用於iOS 4上舊版iPhone的系統字體。在iOS 7中，蘋果公司宣布他們將系統字體變更為Helvetica Neue Light，此決定引發了對於低分辨率的流動屏幕使用較輕薄的字體是不恰當的批評，最終蘋果公司選擇以Helvetica Neue和華文黑體字體代替。iOS 7的發布還介紹了在設定的無障礙設定來對應用其他形式的文本進行縮放的能力。在iOS 9中，蘋果公司將字體轉為San Francisco及蘋方體，那是由蘋果公司設計的字體，旨在最大限度地提高其產品陣容的易讀性及字體的一致性。

#### 檔案夾
在iOS 4中引入了檔案夾的功能，用戶可以透過將應用程式拖放到另一個上面來創建，從那時起，用戶可運用相同的程序來把多個項目加到資料夾中，檔案夾的標題名稱可由當中大部分應用程式的類別來自動選擇，但名稱也可由用戶自行編輯。當檔案夾中的應用程式有通知標記時，檔案夾會把各個通知數量相加，其總數會出現為檔案夾的通知標記。最初，iPhone上的檔案夾最多可包含12個應用程式，而iPad上的檔案夾可能包含20個。隨著越來越新的iPhone硬件上顯示尺寸有所增加，iOS 7更新了檔案夾頁面，使它跟主屏幕佈局相類似，從而大大的擴展了檔案夾功能。檔案夾的每個頁面最多可包含9個應用程式，檔案夾內可有15頁，一個檔案夾總共可包括135個應用程式。在iOS 9中，蘋果公司更新了iPad硬件中檔案夾的大小，檔案夾仍然是維持15頁，然而每頁可容納16個應用程式一個資料夾總共可包括240個應用程式。

#### 通知中心
在iOS 5之前，通知都是在模態窗口中傳遞的，被撤銷後便無法查看。在iOS 5中，蘋果公司引入通知中心，容許用戶查閱看通知歷史記錄。用戶可以點擊通知來打開相關的應用程式，或是把它撤銷來清除。在iOS11之后，还可以通过长按某条应用程序的通知进行回复、标为已读等其他多种操作，具体操作取决于对应应用程序的支持。通知現在能以橫幅顯示於屏幕頂部。若用戶點擊收到的通知，該應用程式將會被打開。用戶還可以透過調整應用程式的通知設定來選擇在模態窗口中查看通知的形式。隨著iOS 8的推出，現在可以透過通知中心以進入由第三方定義的小部件。
當應用程式在閒置時獲得通知，其圖標上會出現一個紅色徽章，此徽章一目了然地告知用戶該應用程式有多少個通知事項。當用戶打開應用程式便能清除徽章。

### 輔助功能
iOS提供各種輔助功能，以協助有視力和聽力障礙的用戶。有一項主要功能稱為「VoiceOver」，它在屏幕上提供語音朗讀信息的功能，包括上下文按鈕、圖標、鏈接及其他使用者介面的元素，允許用戶透過手勢操作來導航操作系统。任何具有默認操控及開發以UIKit框架下的應用程式都會獲得內置VoiceOver的功能。其中一個例子是拿起iPhone拍照，VoiceOver會描述照片裡的風景。隨著2013年iOS 7的發布而推出作為「iPhone專用」計劃的一部分，蘋果公司開發了使用藍牙和一種特殊的技術協議，讓iPhone和iPad能夠連接兼容的第三方配件，使流式音頻能夠直接傳送到用戶的耳朵。額外定制適用於「iPhone專用」的產品包括電池跟踪及適用於不同環境的可調聲音設置。蘋果公司為2016年發布iOS 10進一步努力實現其輔助功能，VoiceOver上加入新的發音編輯器，以及加入透過裝置上的相機來實現放大鏡的功能，聽障人士可通過電信設備的軟件（TTY）在iPhone上撥打電話，並為第三方開發人員提供教程和指南，以便將適當的輔助功能合併到他們的應用程式當中。
《大西洋》的利亞·科爾諾斯基（Liat Kornowski）寫道：「自點字的發明以來，iPhone已經成為最具革命性的發展之一 」；2016年，《TechCrunch》的史蒂芬·阿基諾（Steven Aquino）形容蘋果公司正「引領輔助技術的方式」；蘋果公司的全球無障礙政策和倡議高級經理的莎拉·客林格爾（Sarah Herrlinger）指：「我們將輔助功能視為一項基本人權。我們以支持包容世界的願景來建設我們產品的核心，機會和獲取信息都是無障礙的，使殘疾人士能夠實現他們自己的目標」。
iOS18，眼动追踪使人们可以仅用眼睛控制 iPhone。Music Haptics 将 iPhone Taptic Engine 与歌曲节奏同步，以便耳聋或听力有障碍的人可以欣赏 Apple Music 。

### 多工處理
多工作業是2010年6月隨著iOS 4一起推出的功能，亦只有某些裝置支援多工作業，如iPhone 3GS、iPhone 4、及第三代iPod Touch。直至同年11月推出的iOS 4.2.1，iPad才開始支援多工作業。現時，iPhone 3GS以上、第3代iPod touch以上，以及所有iPad型號都支援多工作業。
在iOS中實行多工作業一直受到批評，因為其方式限制了應用程式於背景工作只能執行有限的功能集，並要求應用程式的開發人員為其增加明確支持。
在iOS 4之前，多工作業僅限於包括在蘋果公司的裝置上可選擇的應用程序，然而用戶可以透過在裝置上「越獄」來進行非正式的多工作業。從iOS 4開始，在第三代及以上的iOS裝置上，有七個背景應用程式介面支援多工作業：
- 背景音樂 — 只要音頻或視頻內容仍在播放，應用程式便會在背景繼續執行[94]；
- IP語音 — 當電話未在進行時，應用程序會暫停[94]；
- 背景位置 — 當位置更改時，應用程序會獲得通知[94]；
- Apple推播通知服務
- 本機通知 — 應用程式會安排在預定時間發送本機通知[94]；
- 任務完成 — 應用程式會要求系統給予額外的時間來完成分派的任務[94]；
- 應用程式快速切換 — 應用程序並不會執行任何代碼，並且隨時可以從記憶體中刪除[94]；

iOS 5引入了三個新的後台應用程式介面：
- 報亭 — 應用程式可以在後台把內容下載，為用戶做好準備[94]；
- 外置配件 — 應用程式跟外置配件互通訊息，並定期共享數據[94]；
- 藍牙配件 — 應用程序與藍牙配件互通訊息，並定期共享數據[94]。

在iOS 7中，蘋果公司推出了一項新的多工作業功能，為所有應用程式提供背景更新的功能。此功能在沒有顯著降低裝置的電池壽命下，會選擇以WiFi網路而不是行動網路去更新用戶最常用的應用程式。

#### 切換應用程式
在iOS 4.0到iOS 6.x中，雙擊首頁按鈕便可啟動應用程式切換器。從底部出現類似於dock的可滾動界面，向上撥就能移動屏幕的內容。選擇圖標就能切換其應用程式。最左邊的是用作控制音樂及旋轉鎖定的圖標，而在iOS 4.2及以上版本中，還有控制音量的圖標。
隨著iOS 7的推出，雙擊首頁按鈕仍能啟動應用程式切換器。它跟以前的版本不同的是，圖標上方會顯示打開的應用程式的屏幕截圖，水平滾動能瀏覽早前使用的應用程式，並且可以透過拖動來把它關閉，類似於WebOS處理多張卡片的方式。iOS 8中则会在屏幕截图上方显示常用联系人。
隨著iOS 9的推出，應用程式切換器有顯著的視覺上變化；雖然它仍保留了iOS 7中引入的卡片比擬，應用程式的圖標較小，並且出現於屏幕截圖的上方（由於刪除了「最近及最喜歡的聯繫人」，使現在的它更大），並且每個應用程式的「卡片」與其他的互相重疊，在用戶滾動時形成轉動的效果。現在，主屏幕並非出現在應用程式切換器的最左側，而是在最右側。
在iOS 11中，應用程式切換器獲得大大的重新設計。在iPad中，控制中心與應用程式切換器結合在一起，iPad的應用程式切換器也可以從屏幕底部向上滑動來進入。在iPhone中，若RAM中沒有應用程式，則無法進入應用程式切換器。
从iOS 12开始，iPad版本的应用切换器与控制中心分离，且与iPhone一样在无后台应用的状况下无法启动。
在无Home键的iPhone以及运行iOS11及以后系统的iPad，进入应用切换器的方法是从屏幕底部上滑停顿。

#### 結束任務
在iOS 4至iOS 6中，用戶可在主畫面按住應用程式的圖標使它們「搖晃」，然後點擊出現在圖標角落處的紅色減號圓圈就能把應用程式刪除。在iOS 7中，用戶只需把應用程式向上滑動至離開屏幕即可關閉。iOS 7以上的版本可以用多个手指清除多个应用程序。

#### 任務完成
任務完成允許應用程式在它被暫停後仍然繼續執行某項任務。從iOS 4.0開始，應用程式最多可以請求在背景操作10分鐘以完成任務。這並不會擴展到背景作業的上傳和下載工作（如在應用程式中開始下載，然後切換成其他應用程式，任務將無法完成）。

### Siri
Siri（/ˈsɪri/）是個結合到iOS的智能個人助理，個人助理使用語音查詢及自然語言用戶界面來回答問題、提出建議，並透過互聯網搜尋以執行操作。該軟件會適應用戶的個人語法、搜索和喜好以繼續使用，回覆的結果是個性化的。
該應用程式最初於2010年2月作為iOS應用程式來發布，並於兩個月後被蘋果公司收購，然後整合到iPhone 4S並重新命名為「Siri」於2011年10月推出。那時，該獨立的應用程式也從iOS的App Store中移除。
Siri支援廣泛的用戶命令，包括執行電話操作、查閱基本信息、安排活動與提醒、處理裝置的設定、在互聯網上搜索、區域導航、尋找有關娛樂的資料，並且能夠使用跟iOS結合的應用程式。隨著iOS 10於2016年發布，蘋果公司為Siri開放了有限的第三方使用，包括第三方的通訊應用程式，以及支付、乘車共享及網絡電話的應用程式。隨著iOS 11的發布，蘋果公司更新了Siri的聲音，使其成為更清晰的人類聲線。它現在支援後續問題和語言翻譯，以及額外第三方操作。隨著iOS 17的發布，蘋果公司允許用戶透過簡單地說「Siri」來啟動Siri，但先前的指令「嘿Siri」仍然支援。
2024年，蘋果公司在WWDC上發布新一代操作系統iOS 18，iOS 18將Siri和Apple Intelligence相結合，來為用戶提供更加強大和個性化的數字助理。同時允許用戶使用手動輸入來訪問Siri。

### 遊戲中心
遊戲中心是由蘋果公司發布的在線多人遊戲的「社交遊戲網絡」。它容許用戶「邀請朋友玩遊戲，通過配對來開始多人遊戲，追蹤他們的成就，並把他們的最高分數在排行榜上作比較」。iOS 5及更高版本增加了對個人資料照片的支援。
遊戲中心於2010年4月8日在蘋果公司主持的iOS 4預覽活動上發布，同年8月向其公司的註冊開發者發行預覽版，它於2010年9月8日隨iPhone 4、iPhone 3GS及第2代至第4代的iPod Touch發布。直至iOS 4.2.1，Game Center才首次在iPad上公開亮相。第一代iPhone、iPhone 3G以及第一代iPod Touch並不支援遊戲中心（後者兩個裝置由於沒有iOS4以致沒有遊戲中心）。然而，iPhone 3G在透過黑客入侵就能夠非正式獲得遊戲中心的功能。
从iOS 10开始，游戏中心从主屏幕被移除，但仍然可以在设置中找到。
隨著iOS 18的發布，“遊戲模式”正式推出。

### 使用界面
iOS使用者界面能使用按键、多点触控对设备进行控制。此外透过其内建的加速器，可以旋转装置以使屏幕改变方向，令设备更便于使用。
- 实体按键：包括屏幕下方的Home键（用于退出应用程序、回到主界面、长按开启语音控制（Voice Control）或Siri，于iPhone 5S及之后版本及iPad Air 2及之后版本中同时为Touch ID传感器，iPhone 7改为按压式按键，iPhone X後已经取消Home键，改为全手势操作），顶部或侧面（iPhone 6、iPhone 6 Plus之后的iPhone机型）的侧面按键（旧称电源按键。用于点亮、关闭屏幕、关机，iPhone X/XS/XS Max/XR/11/11 Pro/11 Pro Max、第三代iPad Pro和第四代iPad Air同时可用于确认应用购买以及唤醒Siri，第四代iPad Air和第六代iPad Mini中同时为Touch ID传感器）及侧面的音量控制按键（包含一个静音开关和两个音量大小调节键，在IPad Air 2與其之後的产品中僅有音量調節鍵，第六代iPad Mini位於頂部）。
- 多点触控：苹果称为“Multi-Touch”，包括滑动（Swiping）、轻按（Tapping）、挤压（Pinching）、反向挤压（Reverse Pinching or unpinching），于iPad中还可使用四指或五指手势切换App，与系统互动。
- 3D touch: 透过屏幕里的传感器，对用户按压的力道做出相对应的反应（最早出现在iPhone 6s，直到在iphone 11上因为此技术会使屏幕变厚而被取消）。
- 屏幕界面：以应用程序方格的形式呈现，可将多个程序合并至一个文件夹方格中；最底部的一栏为Dock，最多可以有四个（iPad系列中，iPhone OS 3~iOS 10为6个，iOS 11和iOS 12为13个，iPadOS13至今如包括最近打開應用為16個）；程序图标被固定在Dock上，可以通过“滑动”的方式进行变换显示的应用程序。状态栏处于屏幕上方，能显示时间、电池电量和讯号强度等信息。从屏幕顶端向下轻扫可以显示通知中心。将图标向下轻扫可以启动Spotlight，从屏幕底端向上轻扫（使用iOS 11及以前版本的设备）或从屏幕右上角向左下轻扫（iPhone X/XS/XS Max/XR以及使用iOS 12/iPadOS的iPad设备）可以显示控制中心（iPad在iOS 11时则同时显示应用切换器）。

### 應用程式
- App Store：App Store是苹果公司为旗下操作系统所建立和维护的数字化应用发布平台，允许用户从iTunes Store浏览和下载一些由iOS SDK或者Mac SDK（须造访Mac App Store）开发的应用程序。根据应用程序发布的不同情况，使用者可以付费或者免费下载。应用程序可以直接下载到iOS设备，也可以透过macOS或者Windows将iTunes下载到电脑中。其中包含游戏、日程管理、词典及许多实用的软件。

- 第三方應用商店：從iOS 17.4開始，為應對歐洲聯盟所頒布的《數位市場法案》，當一台iOS設備位於歐盟成員國地區內時，該設備允許通過App Store下載第三方應用商店，用戶亦可通過第三方應用商店下載應用程序。[120][121]

- 内置程序：iOS最新版本中的应用程序（因设备不同，部分的应用程序可能会有所差异）包含电话、邮件、Safari 浏览器、音乐、电视、訊息、日历、照片、相机、FaceTime 通话、Photo Booth、股市、地图（Apple Map）、天气、备忘录、提醒事项、时钟、计算器、指南针、语音备忘录、App Store、设定、通讯录、Nike+iPod、Voice Control、Siri、钱包、查找、家庭、图书、新闻、健康、播客、手表、提示、文件、测量、快捷指令、翻译；在最新版本被移除的软件：YouTube（iOS 6中被移除）、iPod（iOS 5中被拆分成“音樂”和“視訊”）、地图（iOS 4中使用AGPS辅助的Google地图；iOS 5中使用格洛纳斯系统辅助的Google地图，在iOS 6及以后的系统中，海外地区使用 Apple Map，而中国大陆地区则使用Apple Map辅助的高德地图。）、Game Center（可在设置中或游戏界面中找到）、視訊（iOS 11中改为电视，但在不支持使用电视应用的国家或地區中仍然保留）、杂志（iOS 13中被移除）、iTunes（默认移除，但仍然可以从App Store下载）[122]。从iOS 10开始，部分内置应用程序可以卸载。

- 非官方應用程序：苹果公司在iOS系统上做出限制，僅支持從App Store或通過蘋果審核的第三方應用商店（僅限歐洲）下载应用程序，不允许安装任何第三方应用程序，如果需要安装第三方应用程序就必须要经过iOS 越狱（需要连接电脑，且安装的程序可能存在崩溃等风险），经过越狱后，一款名为Cydia或Sileo的软件会被安装在设备中，从中可以获得更多应用程序。[123]

## 硬件
iOS的主要硬件為ARM架構。在iOS 7之前的版本只能在具有32位ARM處理器的裝置上運行iOS（ARMv6或ARMv7-A架構）。2013年，蘋果公司宣布隨著Apple A7晶片的推出後，他們正在轉而使用64位ARMv8-A處理器。iOS 7發布時提供了完整的64位元的支援（包括本機64位元內核、程式庫、驅動程式以及所有內置應用程式）。App Store對其中的所有應用程式也實行了64位元的支援；所有新的應用程式提交到App Store的截止日期為2015年2月，而所有應用程式的更新提交到App Store的截止日期為2015年6月1日。iOS 11不再支援使用32位元的ARM處理器以及32位元的應用程式，令它僅能提供64位元的應用程式。

## 開發

### 開發工具
iOS軟體開發工具包（英文：iOS SDK（Software Development Kit）；亦称 iPhone SDK）是由蘋果公司開發的讓開發者為iOS開發流動應用程式。
自從Xcode 3.1發佈以後，Xcode就成為了iOS軟件開發工具包的開發環境。它與Mac OS X的應用程式一樣，iOS應用程式使用Objective-C語言，一些應用程式可以寫成C或C++語言。蘋果公司文通常會發布兩個iOS軟體開發工具包，當中包括主要的iOS X.0（例如 iOS 10.0）和次要的iOS X.X（例如 iOS 10.1）。正式版於發布前會有幾個測試版本，目的是測試其兼容性並增加新功能。
最初在2007年iPhone還未推出之前，該工具包原是用於開發iPhone的。2007年10月17日，時任蘋果公司的行政總裁喬布斯於蘋果公司的網站上發表一封公開信，表示並不打算讓第三方開發人員為iOS構建原生應用程式，而是指導他們製作Safari瀏覽器的網絡應用程式，並指蘋果公司將於2008年2月發布首個iOS軟體開發工具包給第三方開發商，然而開發商對此表示強烈反對，促使公司重新考慮。該軟體工具包於2008年3月6日發布，讓開發者為iPhone、iPod touch開發適用的流動應用程式。
iOS軟體開發工具包讓Mac個人電腦免費下載，但不適用於微軟的Windows個人電腦。然而，該工具包需要在Mac OS X Leopard及以上的系統，並配有英特爾處理器才能運行，至於其他的操作如微軟的Windows和舊版Mac OS都不獲支援。軟體開發工具包包含容許開發人員進入iOS裝置的各種功能和服務，例如例如硬件和軟件屬性。它還包含一個「iPhone模擬器」，用以模仿其外觀及感覺。新版本的SDK一般會伴隨著新版本的iOS。為了測試應用程式，獲得技術支援以及通過App Store分發應用程式，開發人員必須加入蘋果公司開發者計劃。開發者可以透過計劃於App Store發布設價的流動應用程式，開發者可獲得付費應用程式70％的費用配額，免費應用程式則沒有任何費用配額。

### 開發人員
iOS開發者計劃（iOS Developer Program）是蘋果公司為iOS開發人員提供的官方項目，該計劃包括為開發人員提供開發工具，技術支持培訓，資格及程序發佈審核等支援。蘋果公司的iOS Dev Center網站亦提供了大量技術和學習資料。此外，蘋果公司每年都會舉辦蘋果公司全球軟體開發者年會。
開發者每年都會有兩次技術支援事件（TSI），每次容許開發者請求技術支援工程師提供代碼級支援。問題將被分配予合適的工程師以協助排除代碼問題，以指出獲取其他技術資源的途徑，或者提供能夠加速其開發過程的變通方法或相應的技術文件。開發者可以通過會員中心的「計劃及附加項目（Programs & Add-ons）」來購買額外的技術支援事項，選擇有兩種：以$99美元購買2次技術支援，及以$249美元購買5次技術支援的選項。

## 市場
繼Android之後，iOS是全球第二大最受歡迎的流動操作系统。近年來iPad的銷售也落後於Android，雖然通過網絡使用（所有代理的用途），使用iOS的iPad仍然是最受歡迎的。
截至2011年底，iOS佔據智能手機和平板電腦市場的60％。2012年中期，有4.1億個裝置被激活。在2014年的WWDC上，提姆·庫克稱於2014年6月已售出8億個裝置。截至2014年底，iOS佔智能手機市場的14.8％，及平板電腦和二合一的市場佔27.6％。
2015年1月，蘋果公司的季度收益的電話會議中，該公司宣布自2007年以來iOS裝置的銷售已超過10億個。2015年2月，網站流量分析工具StatCounter報告指，根據互聯網使用（非銷售）來衡量，全球有23.18％的智能手機以及66.25％的平板電腦均使用iOS。2015年第三季，據Strategy Analytics的研究顯示，全球智能手機市場的iOS採用率創下歷史新低的12.1％，此歸因於中國和非洲的業績了無生氣。Android佔據了市場的87.5％，而其餘部分則被Windows Phone和BlackBerry佔據。

## 越獄
iOS越獄（英语：iOS Jailbreaking）是獲取iOS裝置的Root權限的技術手段，可以添加蘋果公司不允許的功能。在蘋果公司的原生App Store於2008年首次亮相之前，越獄的主要動機是為了繞過蘋果公司的購買機制來安裝App Store的本機應用程式。蘋果公司聲稱不會發布專門設計用來打破這些工具的iOS軟件更新（執行SIM解鎖的應用程序除外）；然而，隨著每次iOS後續的更新，先前未經修補的越獄漏洞通常會被修補。而蘋果公司在自iOS的更新起多次修改新款芯片的系統安全設置或採用安全級別更高的芯片（如新一代iPad Mini/Air/Pro上所使用的用於Mac設備的M系列芯片）以取代單純的修復越獄漏洞也使得新設備越獄變得不再可能。
自Apple原生的iOS App Store及隨著第三方應用程式的出現以來，越獄的一般動機也發生了變化。人們需要進行越獄的原因有很多，包括獲得進入文件系統的權限、安裝自訂的裝置主題，並修改SpringBoard。另一個動機是它可以啟用盜版應用程序的安裝。在某些裝置上，越獄也可以用於安裝替代操作系统，例如是Android和Linux內核。最初，用戶只因為iOS的限制而把他們的裝置進行越獄，而越獄的影響會根據使用的方法，可能是永久的或暫時性的。
iOS系統的Root用户對除了蘋果公司特定私有進程之外的其他進程不開放，使用Root用户進行的進程於進程樹中的PID為0。程式員會在iOS中挖掘到一些可以把進程提權至PID0的漏洞（例如Task For PID0）。利用Root用户進行的進程意味着可以任意讀取裝置中的APFS分區表和內核緩存地址，擁有一個用戶可以隨意控制的PID0進程還不能稱之為一個完整的越獄。隨後還需要利用Bypass（旁路）手段繞過蘋果公司於iOS系統中設置的其他安全防護措施，把APFS或HFS+文件系統中的ROOTFS分區重新掛載（Remount）為可讀寫（R/W），從而達到添加二進制文件及守護進程的目的。通常大眾認為能夠正常使用Cydia才能被稱為越獄，然而其實此說法並非正確的。透過此軟件是可以完成越獄前不可能進行的動作，例如安裝App Store以外未經簽署的應用程式、修改SpringBoard、執行Shell程序、使設有運營商鎖的裝置利用卡貼解鎖後通過替換配置文件形式實現本地化（例如“去除+86”，解鎖FaceTime功能）。若進行了「不完美越獄（Tethered Jailbreak）」，裝置將於重啟後失去越獄環境，需要用特定的軟件重新進入越獄環境。傑伊·弗里曼於2010年10月估計，全球大概有10%的iPhone曾進行過越獄，不過隨着現在iOS系統功能的日趨完善，加上蘋果公司在iOS 5開始的後續版本更新中均會加入以往越獄環境下比較流行的插件功能或在新設備的芯片中採用新的安全系統來打壓越獄，越獄的需求已大不如前。
2010年，電子前哨基金會（EFF）成功說服美國版權局根據《數碼千禧年版權法案（DMCA）》對一般禁止版權保護系統的阻遏允許豁免。該豁免容許以合法獲得的應用程序添加到iPhone為唯一目的。此豁免不影響蘋果公司與iPhone擁有人之間的合同關係，例如，越獄會使iPhone的保修失效；然而這完全基於蘋果公司會否對他們越獄裝置的修復有完全的決定權。與此同時，版權局對DMCA的反規避禁令而豁免了解鎖iPhone的禁令。「解鎖iPhone」是用於操作特定的手機型號設計來使iPhone可以跟任何無線運營商一起使用相同的GSM或CDMA技術。

## 解鎖
最初，美國大多數的無線網路服務供應商都不允許iPhone用戶將其解鎖，然而，供應商AT&T為符合其合約要求的iPhone用家裝置進行解鎖。蘋果公司提供其解鎖裝置的說明，但最終由無線網路服務供應商自行決定授權裝置進行解鎖。這個操作讓使用的載體來源的iPhone在其他網路上使用。現代版本的iOS和iPhone，不管手機最初是從哪裡購買，也能完全支援橫跨多個供應商的LTE。現在有一些程序可以刪除SIM鎖定限制，然而都不獲蘋果公司的支援，並且通常都不是永久解鎖——只是軟解鎖。

## 數碼版權管理
iOS的封閉性和專有性質引起了不少批評，特別是數碼權利的倡導者，例如是電子前哨基金會、電腦工程師和維權人士布魯斯特·卡利、互聯網法律專家喬納森·齊特林、和舉辦抗議iPad介紹活動以及針對iPad的活動《設計式缺陷》之自由軟件基金會。蘋果公司的競爭對手微軟，透過其公關發言人批評蘋果公司對其平台所作的控制。
問題是iOS的設計所施加的限制，即數碼權利管理（DRM）旨在蘋果公司的平台上鎖定已購買的媒體，其發展模式（需要每年訂閱以分發為iOS開發的應用程式），應用程式的集中審批流程，以及蘋果公司對其平台的一般控制和平台本身的鎖定。特別值得一提的是，蘋果公司有能力隨意透過遠程禁用或刪除應用程序。
有一些科技界人士表示擔心，iOS鎖定代表著蘋果公司電腦的一個不斷增長的趨勢，特別是蘋果公司轉向業餘愛好者可以把裝置「笨拙地修理」，並注意到這種限制可能會扼殺軟件的創新。Facebook的前開發人員喬·休伊特抗議蘋果公司控制其硬件成為了「可怕的先例」，但他對iOS應用程式的沙盒作出讚賞。

## 核心
iOS的內核是以Darwin的XNU。最原始的iPhone操作系统（1.0）至操作系统（3.1.3）是使用了Darwin 9.0.0d1；iOS 4使用Darwin 10；iOS 5使用 11；iOS 6是Darwin 13；iOS 7及iOS 8是Darwin 14；iOS 9是Darwin 15；iOS 10是Darwin 16；iOS 11是Darwin 17；iOS 12基於Darwin 18。

## 安全性
iOS在硬體和軟體的方面都使用了許多安全功能。以下是顯著的功能摘要。

### 安全啟動
在完全啟動進入iOS之前，系統會先從啟動唯讀記憶體中執行低級代碼，其任務是驗證低級啟動程式在執行前是否獲得蘋果公司憑證頒發機構所頒發的根證書密鑰。此過程旨在確保iOS裝置上不會執行惡意軟件或其他未經授權的軟件。在低級啟動程式完成任務後，它會執行較高級別的啟動程式，名為引導加載程式。若iBoot運作一切順利，iBoot將繼續加載到iOS內核以及操作系统的其餘部分。

### 安全區域
安全區域是iOS裝置中包含著Touch ID及Face ID的輔助處理器，它有其安全啟動過程以確保它是完全安全的。隨機數生成器的硬件還包括這輔助處理器的一部分。每個裝置的安全區域在製造時都有唯一的身分，並且無法更改。此標識用於創建臨時密鑰，用於為系統中該部分的內存加密。安全區域還包含一個反重播計數器（anti-replay counter）以防止被進行暴力破解法。

### 密碼
iOS設備需要一個密碼用於為裝置解鎖、更改系統設定，以及加密裝置的內容。直到現時，這些密碼通常是四位數字的長度。然而，帶有指紋解鎖的Touch ID裝置變得更加普及，六位數字的密碼現在是iOS上的默認密碼，但用戶仍可以選擇切換回四位數字或使用字母與數字組合的密碼。

### Touch ID和Face ID
Touch ID是以嵌入方式置於主頁按鈕中的指紋掃描器，它可用於為裝置解鎖、進行購買的動作，及登錄其他應用程式等功能。使用時，Touch ID僅將指紋數據臨時存儲於Secure Enclave的加密內存中。裝置的主要處理器或系統的任何其他部分都不可能進入Touch ID傳感器取得原始指紋數據。
在iPhone X及以後的iPhone（除了iPhone SE (第二代)  iPhone SE (第三代））由於主頁按鈕被取消，Touch ID也被一併取消並换成了Face ID。

### 地址空間組態
地址空間組態（ASLR）是一種防止內存損壞的攻擊的低階技術，例如是緩衝區溢位。它涉及把數據置於內存中隨機選擇的位置，以更難去預測破壞系統和創建漏洞的方法。無論該行為是偶然還是帶惡意的，ASLR會使應用程式的錯誤而有可能導致其崩潰而不是默默地把內存覆蓋的做法。

### 非執行記憶體
iOS是使用ARM架構下的Execute Never（XN）功能。此容許某些部分的記憶體被標記為不可執行，它與ASLR一起防止緩衝區的溢出攻擊，包括Return-to-libc攻擊。

### 加密
如上所述，iOS中加密的一種用途是用於安全區域（Secure Enclave）的記憶體中。當在iOS裝置上使用密碼時，裝置上的內容經已被加密。這是透過使用進階加密標準256的硬件的實施方式，這非常有效，因為它直接置於閃存與RAM之間。iOS與其特定硬件結合使用粉碎加密來刪除所有內容和設定時，透過「可抹除的存儲（effaceable storage）」來刪除。這會使裝置上的所有用戶數據加密至不可進入。

### 鑰匙圈
iOS鑰匙圈是一個登錄資料的數據庫，它可以跟同一個人或組織所寫的應用程式之間共享資料。此服務通常用於儲存網上應用程式的密碼。

### 應用程式保安
第三方應用程式例如那些通過App Store分發的，必須獲得蘋果公司所頒發的證書進行代碼簽署。如上所述，用戶在裝置上安裝的應用程式的操作，這從安全啟動過程一直延續到信任鏈。應用程式也經過沙盒處理，這意味著他們只能修改其各個主目錄中的數據，除非是明確授予其他權限。例如，他們無法進入裝置上由其他用戶安裝應用程式的數據。iOS中包含一系列非常廣泛的隱私控制，當中可以選擇控制應用程式進入各種權限的能力，例如相機、聯絡人、背景應用程式更新、蜂窩數據、並進入其他數據及服務。iOS中的大多數代碼，包括第三方應用程式，會以沒有root權限的「流動」用戶運作。這確保了系統文件和其他iOS系統資源保持在隱藏的狀態，並且用戶所安裝的應用程式無法進入。

### 網絡保安
iOS為開發人員提供了包含低階及高階API的傳輸層安全性協定（TLS）。在默認情況下，應用程序傳輸安全框架需要TLS1.2的伺服器。然而，開發人員可以自由地覆蓋這個框架，和通過網絡利用他們自己的方法來溝通。當Wi-Fi已啟用，iOS會使用隨機MAC地址，這樣任何人都無法透過數據包分析器來追蹤無線流量。

### 雙重身份認證
雙重身份認證是是iOS中的一個選項，以確保即使未經授權的人知道受影響用戶的Apple ID和密碼組合，也無法登入該帳戶。此方法有效於不僅是要求使用者輸入Apple ID及密碼，還需要輸入發送到已知可信的裝置的驗證碼。若未經授權的用戶嘗試以其他用戶的Apple ID登錄，該Apple ID的擁有人將會收到通知，容許擁有人拒絕無法識別裝置的登入。

## 批评
1. iOS系統的封閉原始碼導致用戶無法在裝置上實現個人化介面功能，蘋果對系統的控制也使安裝第三方軟體異常困難，當系統有漏洞時只能仰賴蘋果公司發布補丁更新，開發者無法自行進行修補。
2. 基于iOS的（即iPhone、iPod Touch和iPad），或是其他非基于iOS的（即iPod Classic、iPod Nano和iPod Shuffle），均被批评捆绑iTunes，让iTunes Store垄断这些裝置（在針對歐盟成員國地區iOS 17.4已解決）[180]。
3. 发布应用程序只能使用苹果规定的API，不得使用或呼叫任何公开或私有的API。应用程序起初必须以Objective-C、C、C++或执行iPhone OS Webkit的JavaScript语言编写，代码仅能用C、C++编写，Objective-C需可编译，直接链入API的文件（禁止应用程序透过中介编译、兼容层和工具链入API）[181]。
4. 苹果公司在iOS中加入开发限制，使得在iOS开发自有应用显得困难，例如：苹果规定在iOS平台上所有瀏覽器都必须在自家WebKit渲染引擎上执行，使得非Safari的瀏覽器如Google Chrome、Mozilla Firefox 、Opera必须修改代码配合苹果公司牺牲这些瀏覽器的独有技术及功能，且在iOS中预设的瀏覽器是Safari，无法使用其他瀏覽器取代（默认浏览器在iOS14已解决，非WebKit渲染引擎支持在針對歐盟成員國地區iOS 17.4已解決）[182]。
5. 苹果对iOS視訊音訊编解码器进行限制，让iOS设备只支援自家拥有专利的H.264及AAC，排斥先进的开源编解码器方案，如VP9和Opus。让自家的影音格式在市场上保持优势。
6. 蘋果公司刻意在iOS系統對藍牙技術上做出限制，只能對iOS裝置間進行連接，其他裝置如Android手機，無法透過iPhone來連接進行傳輸。
7. 许多用户表示苹果公司透過iOS版本更新的方式拖慢手机執行速度[183]， 以加速用户换机意愿，使iPhone的销量提高[來源請求] ，苹果官方承認為了防止電池老化擅自對系統進行降速[184][185]。
8. 在App Store中超過150MB的應用軟體無法透過行動網路進行下載，只能透過連上WiFi網路來下載。（在iOS14系统中已解决）
9. 蘋果公司為了在行動支付市場取得成功，在iOS13之前，自家iPhone限制其NFC技術僅能提供Apple Pay使用，將其功能封鎖，導致其他支付業者不能取得其權限，進而讓Apple Pay得到競爭優勢。